# السد (ذي السفال)

تعديل مصدري - تعديل

السد هي إحدى حارات مدينة ذي السفال أحد مدن محافظة إب، بلغ تعداد سكانها 502 نسمة حسب تعداد اليمن لعام 2004.